# کارل لینه
کارل ون لینه (به فرانسوی: Carl von Linné) (به سوئدی: Carl Nilsson Linnæus)‏ (زادهٔ ۲۳ مهٔ ۱۷۰۷ – درگذشتهٔ ۱۰ ژانویهٔ ۱۷۷۸) گیاه‌شناس و پزشک سوئدی و پایه‌گذار نظام امروزی طبقه‌بندی گیاهان و جانوران بود. وی در حدود دو و نیم سده پیش شروع به مطالعهٔ علمی گیاهان کرد.

## نام
نام او به سوئدی «کارل نیلسون لینئوس» (به سوئدی: Carl Nilsson Linnæus) است. خود او از نام لاتینی «کارلوس لینائوس» در آثار خود استفاده می‌کرد. در ایران به نام «کارل فون لینه» (از ضبط فرانسهٔ نام اشرافی او Carl von Linné)، «کارل لینه» یا بیشتر «لینه» معروف است.

## زندگی

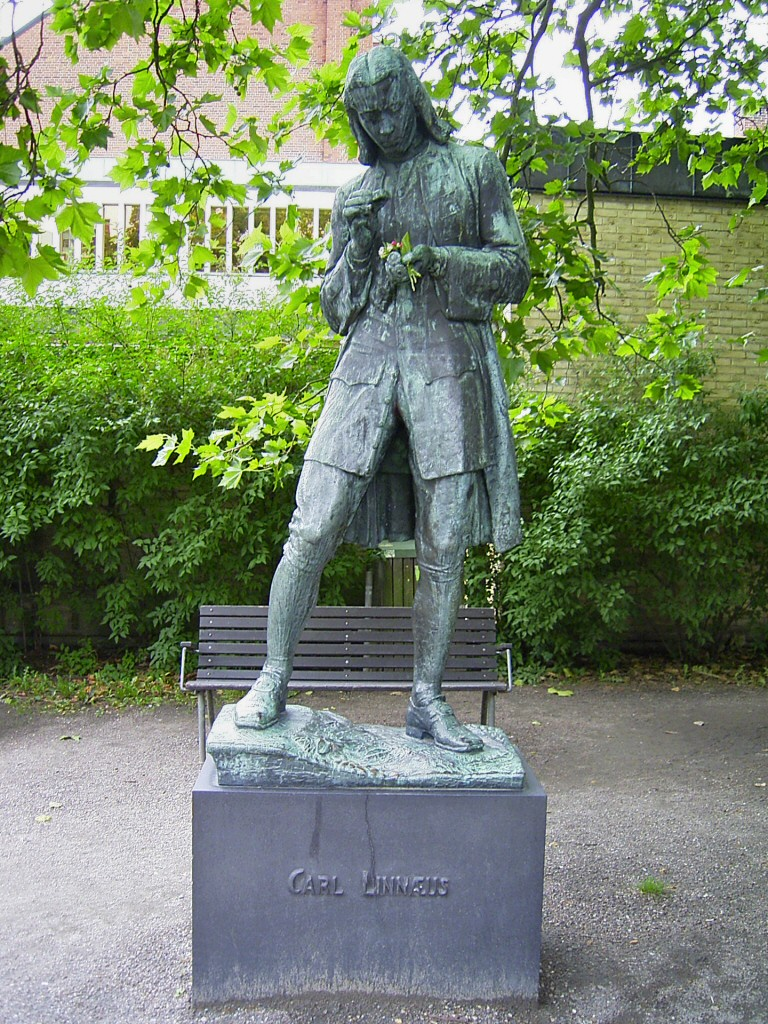
مجسمه‌ای از لینه

کارل لیناوس در ۲۳ مهٔ سال ۱۷۰۷ در رُس هولْت، روستایی در شمال المهولت در استان کرونوبری، واقع در منطقهٔ اسملاند در جنوب سوئد به دنیا آمد.
در جوانی، مانند پدر و پدربزرگ مادری خود، برای کشیش شدن پرورش یافته‌بود؛ ولی خودش به این کار هیچ علاقه‌ای نداشت. علاقهٔ او به گیاه‌شناسی مورد توجه پزشکی از شهر خودش قرار گرفت که او را به دانشگاه لوند برای تحصیل فرستاد و پس از یک سال به دانشگاه اوپسالا منتقل شد.
در طول این مدت، لینه دریافت که پرچم و مادگی اساسی برای تقسیم‌بندی گیاهان است. او مقالهٔ کوتاهی دربارهٔ این موضوع نوشت و به‌دنبال آن مقام استادیاری دانشگاه را به‌دست‌آورد. در سال ۱۷۳۲ آکادمی علوم اوپسالا برای پژوهش در ناحیهٔ لاپلاند که تا آن موقع ناشناخته بود از او حمایت مالی کرد. نتیجهٔ این پژوهش‌ها مقالهٔ «فلورا لاپونیکا» بود که در سال ۱۷۳۷ به چاپ رسید.
پس از آن، لینه راهی اروپا شد. او در هلند با یان فردریک گرونوویوس دیدار کرد و نسخه‌ای از کار خود درزمینهٔ طبقه‌بندی گیاهان، یعنی کتاب سیسْتما ناتورا را به او نشان داد. در این کتاب، که در چاپ دهم خود در سال ۱۷۵۸ چاپ شد، ۴۴۰۰ گونه از حیوانات و ۷۷۰۰ گونه از گیاهان طبقه‌بندی شده‌بود. لینه در این کتاب نام‌های طولانی و بی‌ضابطهٔ رایج آن زمان مانند physalis amno ramosissime ramis angulosis glabris foliis dentoserratis را با نام‌های کوتاهی مانند Physalis angulata جایگزین کرد که امروزه نیز به‌کار می‌رود. او حدود دو سده پیش شروع به مطالعهٔ علمی گیاهان کرد. لینه شکل و ساختمان گل و دانهٔ گیاهان را وسیلهٔ طبقه‌بندی آن‌ها قرار داد.

## نگارخانه

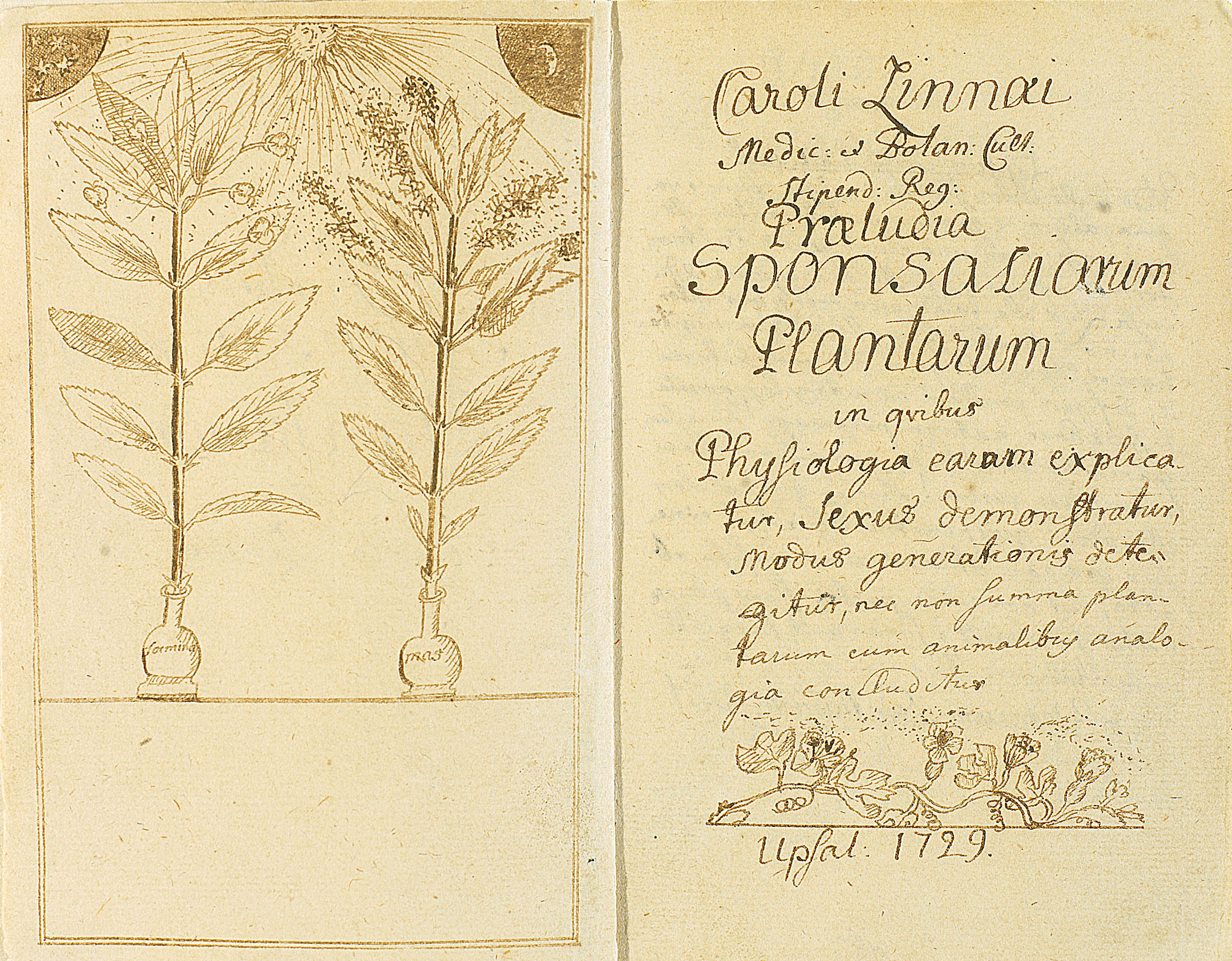
گرده‌افشانی
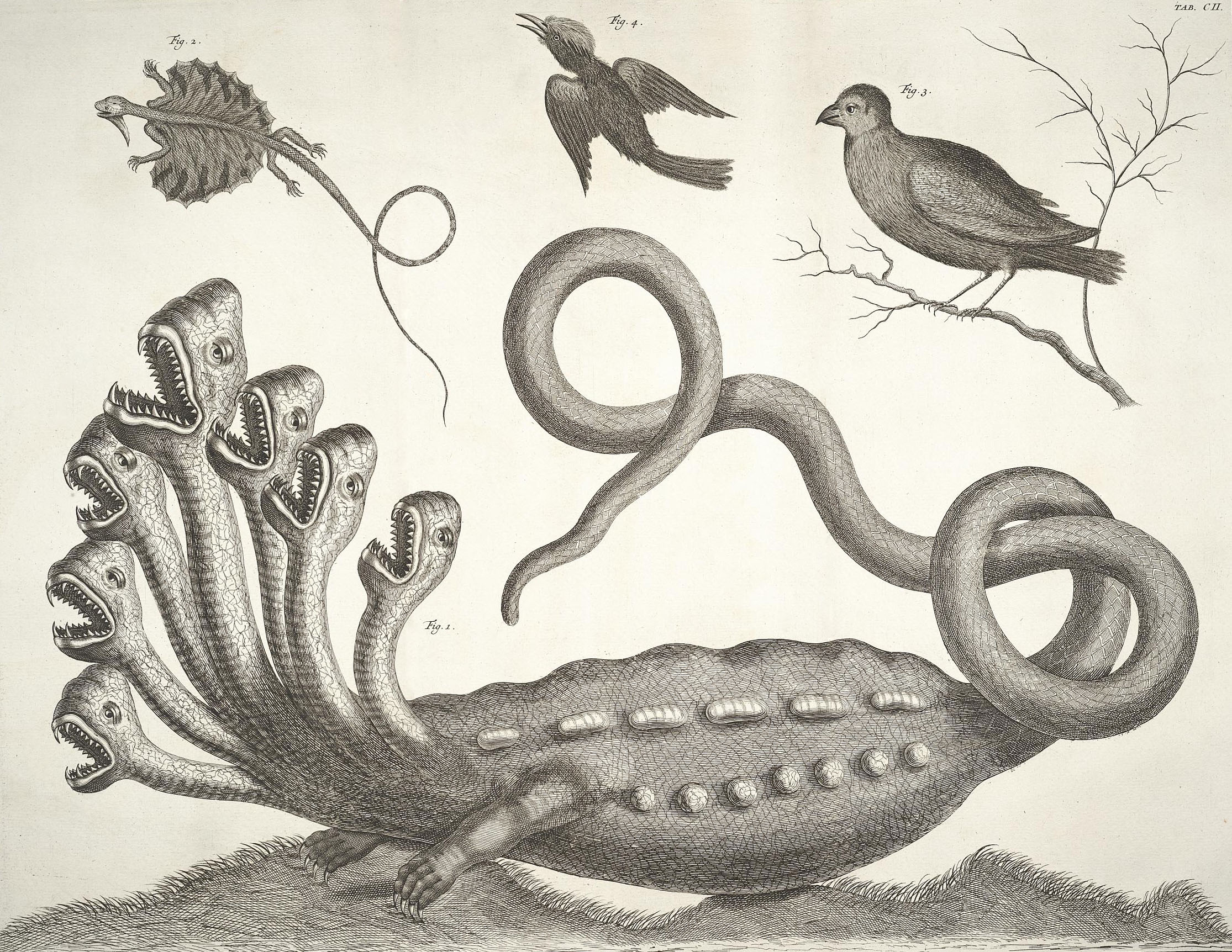
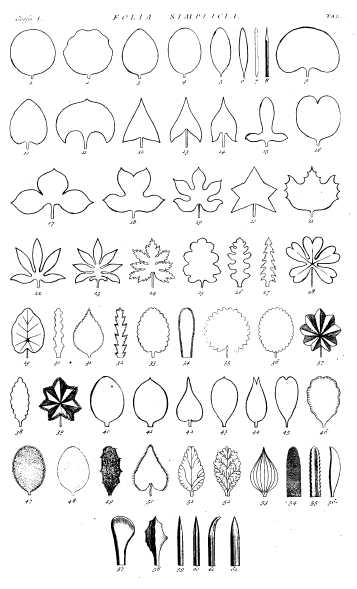
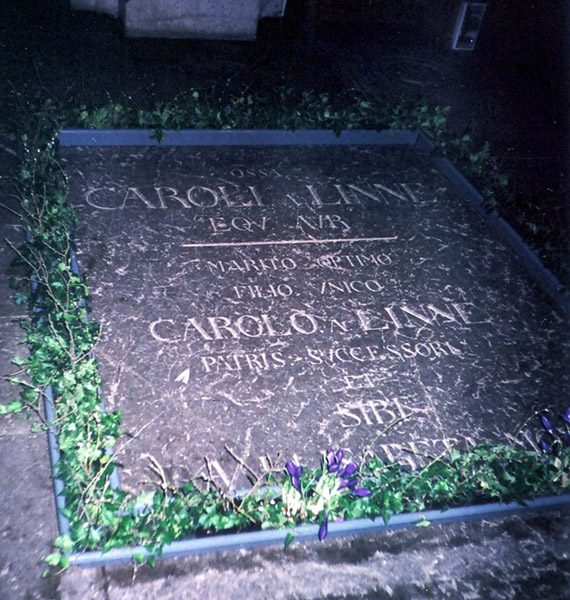
سنگ قبر لینه